# Campionati europei di triathlon long distance del 2016
I Campionati europei di triathlon long distance del 2016 (XXIII edizione) si sono tenuti a Poznań in Polonia, in data 24 luglio 2016.
Tra gli uomini ha vinto lo sloveno Denis Sketako, mentre la gara femminile è andata alla polacca Ewa Bugdol.

## Risultati

### Élite uomini
| Pos. | Pos.                  | Paese       | Nuoto    | Bici     | Corsa    | Totale   |
| ---- | --------------------- | ----------- | -------- | -------- | -------- | -------- |
|      | Denis Sketako         | Slovenia    | 00:43:02 | 04:21:27 | 02:48:37 | 07:56:55 |
|      | Sergio Marques        | Portogallo  | 00:43:03 | 04:21:53 | 02:48:30 | 07:57:11 |
|      | Dirk Wijnalda         | Paesi Bassi | 00:42:58 | 04:22:31 | 02:49:58 | 07:58:54 |
| 4    | Anders Christensen    | Danimarca   | 00:43:01 | 04:20:03 | 02:56:13 | 08:03:23 |
| 5    | Anton Blokhin         | Bielorussia | 00:39:50 | 04:23:25 | 02:59:44 | 08:06:44 |
| 6    | Andrey Lyatskiy       | Russia      | 00:39:43 | 04:29:22 | 02:56:49 | 08:09:47 |
| 7    | Karol Dzalaj          | Slovacchia  | 00:43:00 | 04:19:10 | 03:07:35 | 08:13:55 |
| 8    | Mikita Hrygoryeu      | Bielorussia | 00:41:43 | 04:27:12 | 03:03:26 | 08:16:41 |
| 9    | Georgy Kaurov         | Russia      | 00:39:20 | 04:38:46 | 03:02:22 | 08:24:27 |
| 10   | Matija Avirović       | Croazia     | 00:42:07 | 04:43:51 | 03:00:10 | 08:30:26 |
| 11   | Massimo Cigana        | Italia      | 00:43:07 | 04:27:20 | 03:21:39 | 08:35:47 |
| 12   | Grigoris Souvatzoglou | Grecia      | 00:39:22 | 04:32:42 | 03:21:43 | 08:38:54 |
| 13   | Petr Vabrousek        | Rep. Ceca   | 00:43:14 | 04:48:37 | 03:05:34 | 08:41:56 |
| 14   | Petr Minarik          | Rep. Ceca   | 00:47:40 | 04:50:05 | 03:10:08 | 08:52:13 |

### Élite donne
| Pos. | Pos.              | Paese       | Nuoto    | Bici     | Corsa    | Totale   |
| ---- | ----------------- | ----------- | -------- | -------- | -------- | -------- |
|      | Ewa Bugdol        | Polonia     | 00:43:43 | 04:57:27 | 03:16:50 | 09:02:08 |
|      | Simona Krivankova | Rep. Ceca   | 00:50:01 | 05:07:20 | 03:05:15 | 09:06:54 |
|      | Anne Jensen       | Danimarca   | 00:49:42 | 04:49:38 | 03:26:36 | 09:10:40 |
| 4    | Hanna Maksimava   | Bielorussia | 00:45:39 | 05:12:13 | 03:25:12 | 09:27:42 |
| 5    | Alena Stevens     | Slovacchia  | 00:49:35 | 05:07:30 | 03:28:29 | 09:30:09 |
| 6    | Vanessa Pereira   | Portogallo  | 00:49:43 | 05:15:48 | 03:21:03 | 09:32:20 |
| 7    | Martina Dogana    | Italia      | 00:45:20 | 05:20:21 | 03:36:23 | 09:47:01 |
| 8    | Sonja Skevin      | Croazia     | 00:45:51 | 05:20:49 | 03:51:44 | 10:02:48 |